# Culture de la Slovaquie

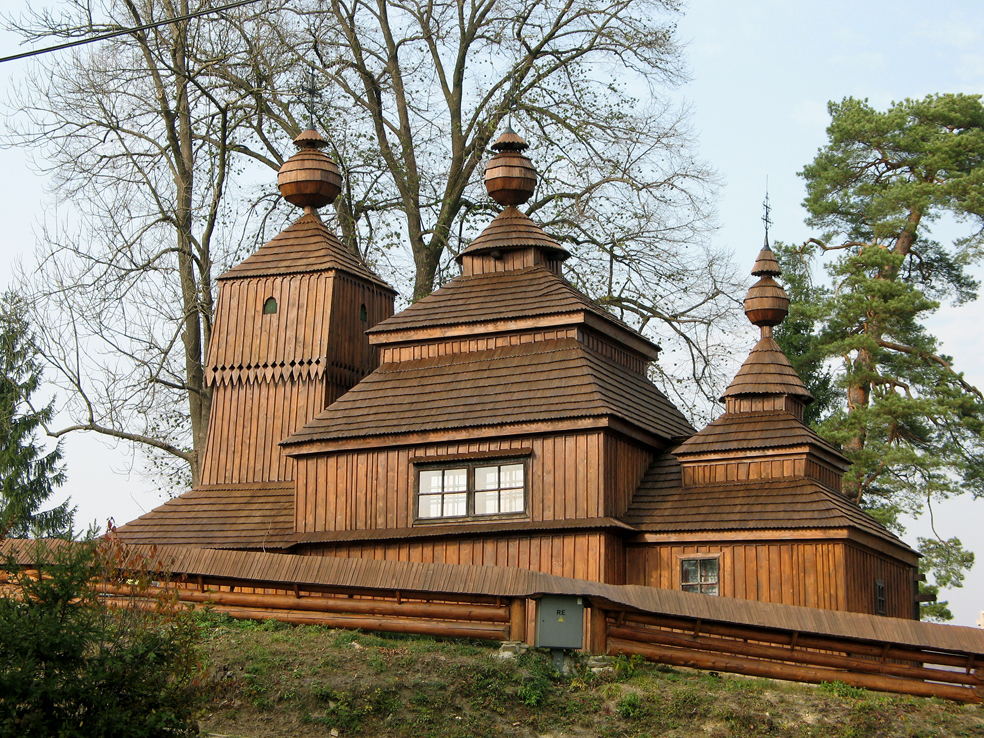
Église en bois à Bodružal.

La culture de la Slovaquie (6 000 000 habitants, estimation 2020, sans compter les diasporas) résulte de différentes traditions populaires et, en raison de sa situation au centre de l'Europe, elle est aussi influencée par les cultures autrichienne, germanique, hongroise et slave.

## Langues, peuples, cultures

### Langues
- Langues en Slovaquie, Langues de Slovaquie
- Langue slovaque, Langue slovaque (rubriques)

Le slovaque est une langue du groupe slave occidental, proche du tchèque, qui présente trois principaux dialectes. Il fut codifié par Anton Bernolák en 1787 (Bernolák se fonda sur le dialecte slovaque occidental pour codifier la première langue littéraire slovaque), et Ľudovít Štúr, qui se fonda sur le dialecte central en 1843.
Le Slovaque est la seule langue officielle. Une nouvelle loi controversée a été adoptée par le parlement slovaque en juillet 2009, qui prévoit des sanctions, allant jusqu'à 5 000 euros d'amende, pour l'utilisation d'une langue d'une minorité dans les services publics. Néanmoins, les communes dont une minorité linguistique représente plus de 20 % des habitants bénéficient d'une signalisation bilingue.
- Langues minoritaires
  - Tchèque
  - Slovène
  - Hongrois
  - Romani
  - Ruthène, Rusyn, Boyko
  - Ukrainien
- Langues étrangères : allemand, anglais, espagnol, russe, croate, polonais, bulgare,
- Langues slaves, Slavistique, Langues slaves occidentales

### Peuples
- Groupes ethniques en Slovaquie
- Slovaques
- Minorités
  - Minorité magyare de Slovaquie (460 000)
  - Roms, Romani people in Slovakia (en), Roms en Tchéquie et Slovaquie (de) (105 000)
  - Ruthènes (34 000), Ruzyn, Région de Prešov, (Lemkos, Houtsoules)
  - Ukrainians in Slovakia (en) (11 000)
  - Allemands des Carpates (5 400), Hauerland
  - Serbs of Slovakia (en) (3 600)
  - Croates, Kroaten in der Slowakei (de) (3 000)
  - Górali montagnards
  - Juifs (2 600), Histoire des Juifs en Slovaquie
  - Palócs
  - Zipser Germans (en)
- Diaspora slovaque (en)

## Traditions

### Religion(s)
- Religion en Slovaquie, Religion en Slovaquie (rubriques)
- Christianisme en Slovaquie, Christianisme en Slovaquie (rubriques), Histoire du christianisme en Slovaquie
- Islam en Slovaquie (en)
- Histoire des Juifs en Slovaquie
- Bouddhisme dans le monde, Christianisme par pays, Nombre de musulmans par pays, Nombre de Juifs par pays, Irréligion
- Bouddhisme en Slovaquie (en)
- Hindouisme en Slovaquie (en)
- Foi baha'ie en Slovaquie (en)
- Congrès européen des religions ethniques
- Morana (Marzana)
- Liberté de religion en Slovaquie (en)
- Irreligion en Slovaquie

La majorité des Slovaques s'identifient comme catholiques ou d'origine catholique (68,9 %), mais la fréquentation régulière des églises et des offices est bien moindre. Selon l'Eurobaromètre de la Commission Européenne de 2004, 40 % de la population est athée ou agnostique. On compte également 6,93 % de luthériens, 4,1 % de gréco-catholiques, 2 % de calvinistes et 0,9 % d'orthodoxes. Seuls 2300 juifs demeurent aujourd'hui (comparé à 90 000 avant-guerre).

### Symboles
- Armoiries de la Slovaquie, Drapeau de la Slovaquie
- Nad Tatrou sa blýska, hymne national de la Slovaquie

### Folklore et Mythologie
- Mythologie slave
- Personnages de la mythologie slave

### Croyances
- Catholique romain (62 %)
- Protestantisme (8,5 %)
- Gréco-catholique (3,8 %)
- Autre chrétien (1,2 %)
- Religions non-chrétienne (10,6 %)
- Athée et sans religion (13,4 %)
- Autres (1,1 %)

### Fêtes
- Fêtes et jours fériés en Slovaquie (en)
- Journées du Souvenir en Slovaquie (en)
- Fête du nom du calendrier slovaque

## Société
- Slovaques
- Diasporas slovaques
- Guerres impliquant la Slovaquie
- Liste de Slovaques (en)

### Famille
- Jeunesse en Slovaquie
- Vieillesse en Slovaquie
- Mort en Slovaquie
- Funérailles en Slovaquie

### Noms
- Nom personnel, Nom de famille, Prénom, Postnom, Changement de nom
- Patronymes slovaques[4]
- Prénoms slovaques, Prénoms slovaques sur Wictionary [5]

### Mariage
- Modes de vie commune
- Violence domestique en Slovaquie

### Éducation
- Éducation en Slovaquie
- Liste des universités en Slovaquie
- Science en Slovaquie
- Liste des pays par taux d'alphabétisation
- Liste des pays par IDH

### Droit
- Criminalité en Slovaquie (en)
- Corruption en Slovaquie (en)
- Mafia slovaque (en)
- Cannabis en Slovaquie (en)
- Prisons en Slovaquie (en)
- Emprisonnement à vie en Slovaquie (en)
- Peine de mort en Slovaquie (en)
- Traite des êtres humains en Slovaquie (en)
- Droits LGBT en Slovaquie
- Rapport Slovaquie 2016-2017 d'Amnesty International

### État
- Histoire de la Slovaquie
- Politique en Slovaquie
- Liste des guerres impliquant la Slovaquie
- List of massacres in Slovakia (en)
- Liste de conflits en Slovaquie

## Arts de la table

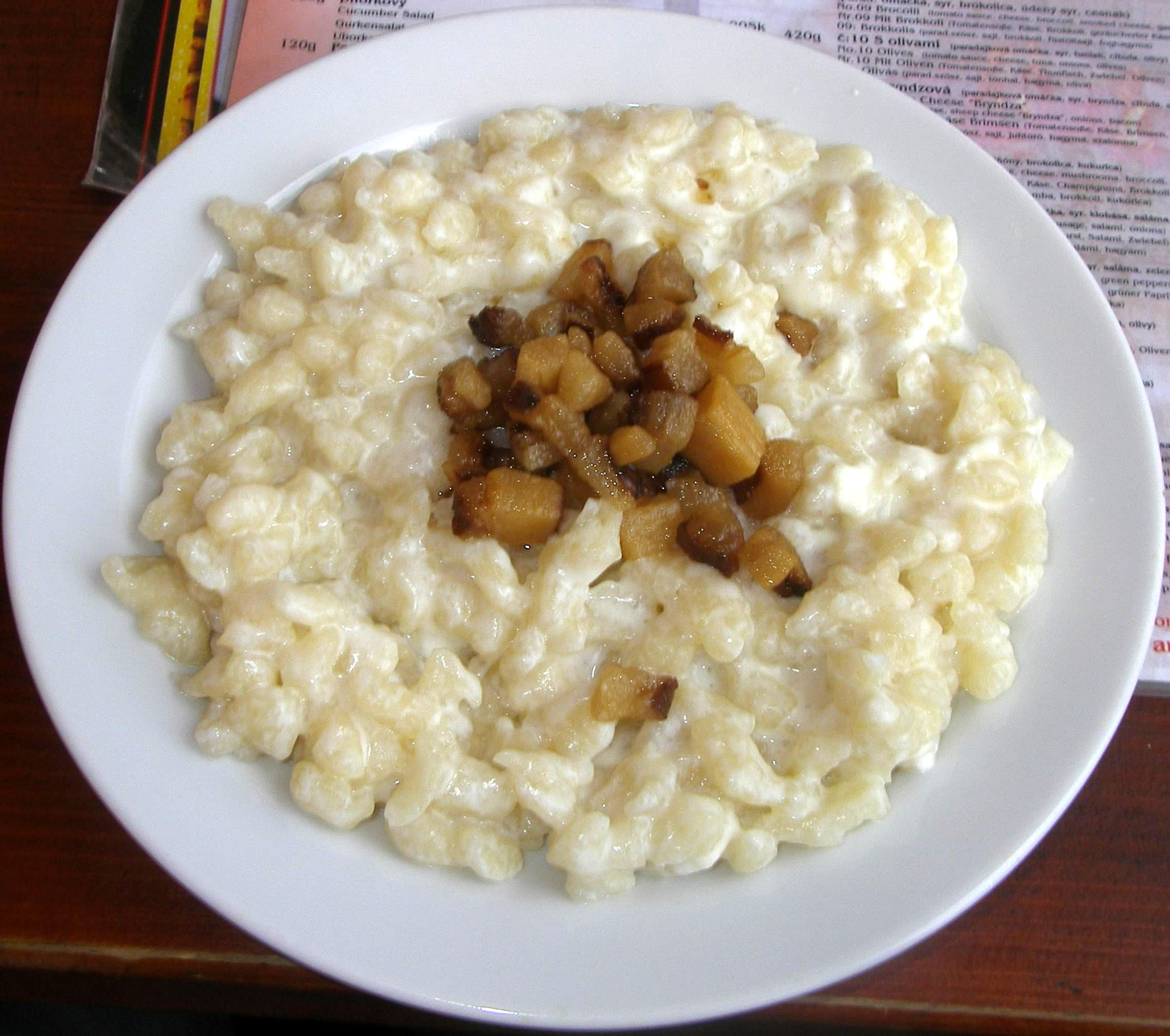
Bryndzové halušky.

### Cuisine(s)
- Cuisine slovaque, Cuisine slovaque (rubriques)

Le porc, le bœuf et la volaille sont les viandes les plus consommées, en particulier le porc. Parmi les volailles, les plus consommés sont le poulet, puis le canard, l'oie et la dinde. Une sorte de boudin, nommée jaternice, faite à partir de porc est également populaire. On mange aussi du sanglier, du lapin ou du cerf. On peut trouver de l'agneau ou de la chèvre, mais ces viandes sont moins consommées.
Les fromages sont également un élément important de la gastronomie slovaque, le plus célèbre étant le Bryndza, ingrédient du plat national slovaque les Bryndzové halušky. Les autres fromages répandus sont le Korbáčik, Liptauer, Parenica ou encore l'Oštiepok, fromage au lait de brebis et de vache qui bénéficie d'une AOP depuis 2008.
Les alcools traditionnels slovaques sont des alcools forts à base de prune (Slivovica) et de baie de genévrier (Borovička). Le vin est également très apprécié en Slovaquie, les régions viticoles sont au sud du pays près du Danube et ses affluents (le climat du nord étant trop froid et le terrain trop montagneux). Le vin blanc a traditionnellement été plus populaire que le rouge ou le rosé, et les vins secs moins populaires, mais les goûts semblent être en train de changer. La bière, principalement de style Pilsner est également populaire.

### Boisson(s)
- Viticulture en Slovaquie
- Beer in Slovakia (en)

## Santé
- Santé, Santé publique, Protection sociale
- Santé en Slovaquie (rubriques),
- Santé en Slovaquie (en)
- Liste des pays par taux de tabagisme
- Liste des pays par taux de natalité
- Liste des pays par taux de suicide

## Activités physiques

### Sports
- Sport en Slovaquie
- Sport en Slovaquie (rubriques)
- Sportifs slovaques
- Sportives slovaques
- Slovaquie aux Jeux olympiques
- Slovaquie aux Jeux paralympiques

### Arts martiaux
- Arts martiaux en Slovaquie
- Hache de berger (en), arme nationale slovaque

### Autres
- Dames tchèques, jeu de stratégie

## Artisanats
- Artisanat d'art,
- Artisanat par pays,
- Arts appliqués, Arts décoratifs, Arts mineurs
- Histoire culturelle de la Slovaquie (en)

### Textiles, cuir, papier
- Textile (rubriques)
- Costumes traditionnels
- Costumes nationaux de Slovaquie
- Modrotlač, ou Bettelkelsch, technique d'impression de réserves à la planche

## Média
- Média en Slovaquie (en)
- Journalistes slovaques
- Télécommunications en Slovaquie (en)

### Presse écrite
- Presse écrite en Slovaquie (rubriques)
- Liste de journaux en Slovaquie (en)
- Liste de magazines en Slovaquie

### Radio
- De la radio en Slovaquie
- Liste de stations de radio en Slovaquie (en)

### Télévision
- De la télévision en Slovaquie

### Internet (.sk)
- Internet en Slovaquie (en)
- Blogueurs slovaques
- Sites web slovaques
- Press Reader[7] (Bulac/Inalco)

## Littérature

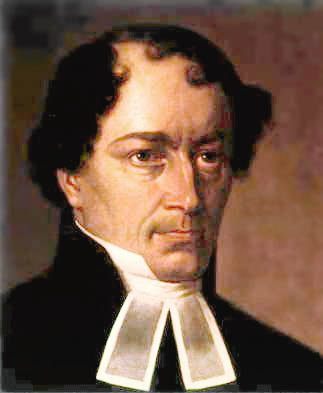
Jan Kollár.

La littérature slovaque remonte à la Renaissance (Pavel Kyrmezer, Juraj Tesák Mošovský).
Les écrivains Adam František Kollár et Matej Bel marquent la période baroque, puis Jozef Ignác Bajza, Juraj Fándly, Ján Chalupka, Ján Kollár et Pavel Jozef Šafárik la période classique.
Les romantiques représentatifs sont Michal Miloslav Hodža, Jozef Miloslav Hurban, Ľudovít Štúr, Samo Tomášik ou Jonáš Záborský.
Plus tard on note Janko Alexy, le poète Pavol Országh Hviezdoslav, Martin Kukučín, Kristína Royová, Janko Jesenský et Ivan Krasko.
Au sein de la Tchécoslovaquie, la littérature slovaque est représentée, entre autres, par Vladimír Clementis, Margita Figuli, Jozef Cíger-Hronský, Štefan Krčméry, Ladislav Nádaši-Jégé, Ľudo Ondrejov, Martin Rázus, Ivan Stodola, František Švantner, Miloš Urban, Jozef Dunajovec, Andrej Brázda-Jankovský, Hana Zelinová, Štefan Žáry, Anton Hykisch, Hana Ponická, Július Satinský, Vojtech Zamarovský, Zuzka Zguriška.
À la suite de son indépendance, en Slovaquie, la scène culturelle est très vibrante, y compris en littérature, avec des écrivains tels que Radovan Brenkus, Juraj Červenák, Radoslav Rochallyi, Dušan Fabian, Michal Hvorecký, Ľuba Lesná, Peter Pišťanek, Pavel Vilikovsky (1941-) ou Miroslav Šustek.
- Littérature slovaque, De la littérature slovaque
- Écrivains slovaques, Écrivains slovaques par genre

## Arts visuels
La Slovaquie a une culture longue et riche qui remonte jusqu'au Moyen Âge. De l'époque, de nombreux maîtres sont connus, tels que Maître Paul de Levoča ou Maitre MS. Dans l'ère contemporaine, la scène culturelle slovaque a été dominée par Koloman Sokol, Albín Brunovský, Martin Benka, Mikuláš Galanda, ou Ľudovít Fulla. Au XXIe siècle, on peut noter l'artiste Katarina Kudelova.
- Arts visuels, Arts plastiques
- Art slovaque (en)
- De l'art en Slovaquie
- Écoles d'art par pays
- Artistes slovaques
- Artistes contemporains slovaques
- Liste de musées en Slovaquie
- Académie des arts de Banská Bystrica, Académie des beaux-arts de Bratislava

### Dessin
- Gravure par pays

### Peinture
- Peinture en Slovaquie (rubriques)
- Peintres slovaques

### Sculpture
- Sculpture en Slovaquie (rubriques)
- Sculpteurs slovaques

### Architecture
- Architecture en Slovaquie
- De l'architecture slovaque
- Architectes slovaque

### Photographie
- Photographes slovaques

### Graphisme
- Graphistes slovaques

## Arts du spectacle
- Spectacle vivant, Performance, Art sonore
- École supérieure des arts de la scène de Bratislava

### Musique

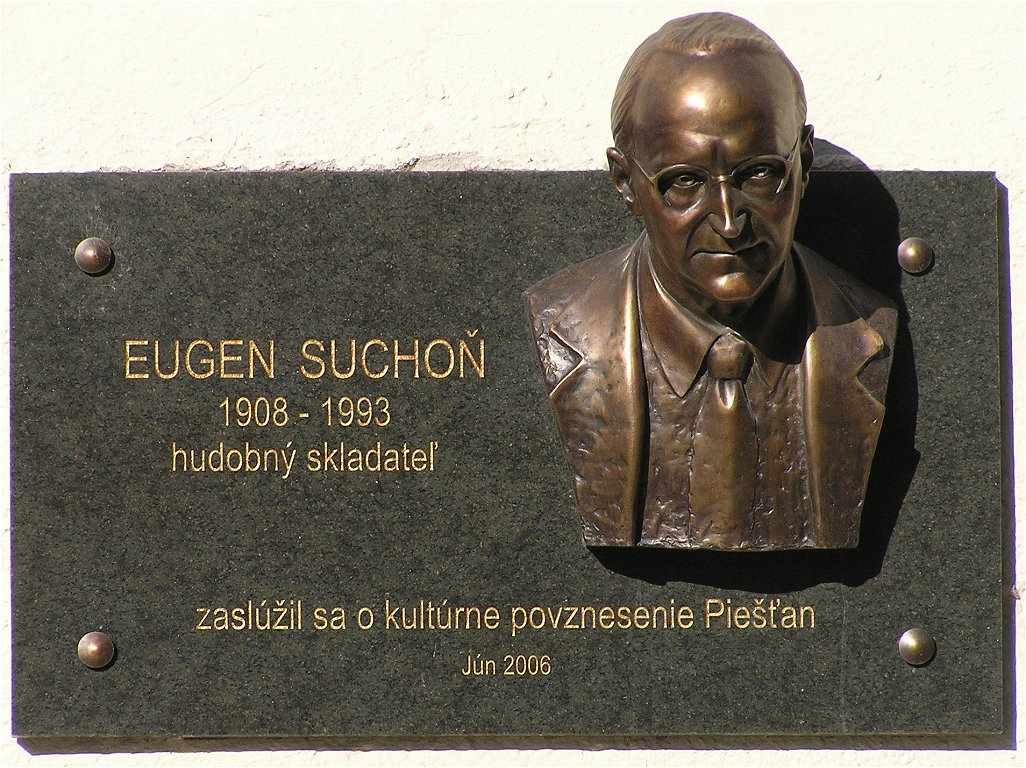
Mémorial Eugen Suchoň à Piešťany.

- Musique slovaque, Musique slovaque (rubriques)
- Musiciens slovaques
- Chanteurs slovaques, Chanteuses slovaques

Les compositeurs slovaques les plus importants sont Eugen Suchoň, Ján Cikker, et Alexander Moyzes, et à l'ère contemporaine, Vladimir Godar et Peter Machajdik, ou le chanteur Richard Müller et la soprano colorature Edita Gruberová.
- Récompenses musicales en Slovaquie

### Danse
- Danse en Slovaquie, Danse en Slovaquie (rubriques)
- Danse par pays
- Liste de danses
- Danses slovaques (à créer)
- Danseurs slovaques
- Danseuses slovaques
- Chorégraphes slovaques
- Liste de compagnies de danse et de ballet,
- Liste de chorégraphes contemporains
- Compagnies de danse contemporaine
- Ballet du Théâtre national slovaque (en) (1920)
- Du patinage artistique en Slovaquie
- Hip-hop en Slovaquie

### Théâtre
- Théâtre en Slovaquie, Du théâtre slovaque
- Dramaturges slovaques
- Metteurs en scène slovaques
- Opéras slovaques
- Bratislava : Arena Theatre (en) (Bratislava, 1828), Théâtre national slovaque (1920), 	New Scene (en) (1945), Astorka Korzo '90 Theatre (en) (1991)
- Théâtre de Trnava (sk) (1831), Théâtre d'État Košice (1899), Alexander Dukhnovych Theater (en) (Prešov, 1945), Andrej Bagar Theatre (en) (Nitra, 1949)
- École supérieure des arts de la scène de Bratislava
- DOSKY Awards (en), prix de théâtre depuis 1996

### Autres scènes: marionnettes, mime, pantomime, prestidigitation
Les arts mineurs de scène, arts de la rue, arts forains, cirque, théâtre de rue, spectacles de rue, arts pluridisciplinaires, performances manquent encore de documentation pour le pays …
Pour le domaine de la marionnette, la référence est : Arts de la marionnette en Slovaquie, sur le site de l'Union internationale de la marionnette UNIMA).
En 2016, le "théâtre de marionnettes en Slovaquie et en Tchéquie" est inscrit sur la liste représentative du patrimoine culturel immatériel de l’humanité.

### Cinéma
- Cinéma slovaque, Cinéma slovaque (rubriques)
- Réalisateurs slovaques, Scénaristes slovaques
- Acteurs slovaques, Actrices slovaques
- Films slovaques, Liste de films slovaques (en)
- List of film festivals in Slovakia (en)
- The Sun in a Net Awards
- Nouvelle Vague (Tchécoslovaquie) (années 1960)
- Bel Ami (entreprise)

### Autres
- Vidéo, Jeux vidéo, Art numérique, Art interactif
- Culture alternative, Culture underground
- List of video games developed in Slovakia (en)
- Jeux vidéo développés en Slovaquie

## Autres personnes
La Slovaquie est aussi connu pour ses polymathes, tels que Pavol Jozef Šafárik, Matej Bel, Ján Kollár, et ses réformateurs et révolutionnaires politiques tels que Milan Rastislav Štefánik et Alexander Dubček.
D'autres personnalités célèbres incluent le héros Juraj Jánošík (équivalent slovaque de Robin des Bois), ou l'aventurier Móric Beňovský.

## Tourisme
- Tourisme en Slovaquie (en), Tourisme en Slovaquie (rubriques)
- Liste des musées en plein air en Slovaquie (de)
- Liste de grottes en Slovaquie (en)
- liste de jardins botaniques en Slovaquie (en)
- Liste des parcs nationaux de Slovaquie
- Sur WikiVoyage
- Site gouvernemental slovakia.travel[10]
- Conseils aux voyageurs pour la Slovaquie :
  - France Diplomatie.gouv.fr[11]
  - Canada international.gc.ca
  - CG Suisse eda.admin.ch
  - USA US travel.state.gov

## Patrimoine
- Monuments nationaux (Slovaquie)
- Liste des monuments nationaux de Slovaquie
- Liste des cathédrales de Slovaquie
- Liste de châteaux en Slovaquie (en)
- Liste de cloîtres en Slovaquie (de)

Une curiosité touristique rare et intéressante de la Slovaquie orientale (près de Košice) est le grand nombre d'églises rurales en bois, qui évoquent les stavkirke de Norvège.

### Musées
- Liste de musées en Slovaquie

### Liste du Patrimoine mondial
Le programme Patrimoine mondial (UNESCO, 1971) a inscrit dans sa liste du Patrimoine mondial (au 12/01/2016) : Liste du patrimoine mondial en Slovaquie.

### Liste représentative du patrimoine culturel immatériel de l’humanité
Le programme Patrimoine culturel immatériel (UNESCO, 2003) a inscrit dans sa liste représentative du patrimoine culturel immatériel de l’humanité :
- 2008 : la Fujara et sa musique[12],
- 2013 : la musique de Terchová[13],
- 2015 : la culture de la cornemuse[14],
- 2016 : le théâtre de marionnettes en Slovaquie et en Tchéquie[15],
- 2017 : le chant à plusieurs voix de Horehronie[16]...

### Registre international Mémoire du monde
Le programme Mémoire du monde (UNESCO, 1992) a inscrit dans son registre international Mémoire du monde (au 10/01/2016) :
- 1997 : La Collection Basagic de manuscrits islamiques Bibliothèque de l'Université à Bratislava (Safvet-beg Bašagić (en)[17]).
- 1997 : Manuscrits enluminés de la Bibliothèque du Chapitre de Bratislava (Archives nationales, Bratislava)[18].
- 2007 : Cartes et plans miniers de la Chambre Haute - Bureau des comptes à Banská Štiavnica[19].

### Filmographie
- Sonya et sa famille, film de Daniela Rusnokova, La Famille digitale, Poitiers, 2008, 37 min (DVD)